# محطة براكة للطاقة النووية

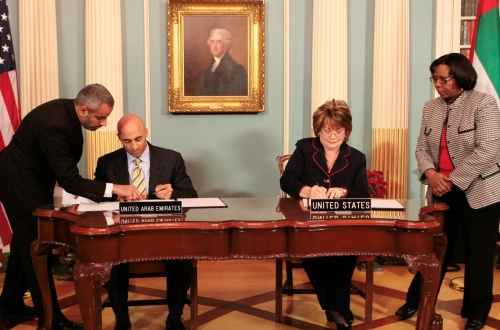
الاتفاق الثنائي للتعاون في مجال الطاقة الذرية السلمية بين ممثلي دولة الإمارات والولايات المتحدة سنة 2009م

محطة براكة للطاقة النووية هي محطة طاقة نووية، تعمل بواسطة مفاعل ماء مضغوط، شرعت في إنشائه مؤسسة الإمارات للطاقة النووية، غرب إمارة أبوظبي نحو 53 كم من الرويس. والمحطة هي أول محطة للطاقة النووية في شبه الجزيرة العربية، وأول محطة للطاقة النووية التجارية في العالم العربي . وتتكون من أربعة مفاعلات نووية APR-1400 (واحدة مكتملة ومعلقة قيد التشغيل ، ثلاثة مكتملة في الغالب) بطاقة إجمالية تبلغ 5،600 ميجاوات. اختير الموقع في براكة بمنطقة الظفرة في إمارة أبوظبي، والتي تقع جنوب غرب مدينة الرويس وتبعد عنها نحو 53 كيلومترًا. واختيرت براكة بناءٍ على عدة عوامل بيئية وتقنية وتجارية، وذلك بعد عملية تقييم شاملة ومعمقة أُجراها خبراء محليون ودوليون.

## موقع براكة
اختير موقع أولى محطات الطاقة النووية السلمية بدولة الإمارات العربية المتحدة في براكة بمنطقة الظفرة في إمارة أبوظبي، والتي تقع جنوب غرب مدينة الرويس وتبعد عنها نحو 53 كيلومترًا، وتم اختيار الموقع بناءٍ على عدة عوامل بيئية وتقنية وتجارية، وذلك بعد عملية تقييم شاملة ومعمقة أُجراها خبراء محليون ودوليون، وأُجريت عملية التقييم والاختيار وفقًا لأفضل الممارسات وأعلى المعايير من الهيئة الاتحادية للرقابة النووية ومعهد أبحاث الطاقة الكهربائية ومفوضية الرقابة النووية الأمريكية والوكالة الدولية للطاقة الذرية.
ومن العوامل التي أُخذت بالاعتبار عند اختيار الموقع المناسب:
- التاريخ الزلزالي
- البُعد عن المناطق الكبرى المأهولة بالسكان
- القرب من موارد المياه
- القرب من شبكة الكهرباء
- القرب من البنية التحتية ذات الصلة بالصناعة والنقل
- الظروف المواتية من حيث الأمن والإنشاء وطرق الإخلاء
- القدرة على الحد من الآثار البيئية المتوقعة

## التشغيل والصيانة
في 9 سبتمبر 2024، وقعت الإمارات العربية المتحدة والهند مذكرة تفاهم للتعاون النووي المدني. زار ولي عهد أبوظبي، الشيخ خالد بن محمد بن زايد آل نهيان، الهند، حيث وقع على صفقة تشغيل وصيانة محطة براكة للطاقة النووية بين مؤسسة الإمارات للطاقة النووية (ENEC) ومؤسسة الطاقة النووية الهندية المحدودة (NPCIL).

## الفوائد الاقتصادية والبيئية لمحطات براكة
توفر محطات براكة عوائد اقتصادية كبيرة ومتعددة:
- انخفض استهلاك الغاز الطبيعي لإنتاج الطاقة في أبوظبي إلى أدنى مستوى له منذ 13 عاماً
- تقوم محطات براكة بدور رئيسي في مساعدة الشركات الإماراتية على خفض بصمتها الكربونية، حيث أن 85 في المئة من الكهرباء في برنامج شهادات الطاقة النظيفة التابعة لشركة الإمارات للمياه والكهرباء تُنتجها محطات براكة.
- تحقق فوائد بيئية حيث تعتبر حل عالمي لظاهرة التغير المناخي

- أسهمت في تطوير وتعزيز الدراسات المحلية في العلوم النووية
- توفير فرص تعليمية وتدريبية للشباب الإماراتي، إذ شارك في تطوير المحطات أكثر من 2000 من الكفاءات الإماراتية
- تعزيز القيمة المحلية المضافة حيث تم منح عقود للشركات المحلية تجاوزت قيمتها 6.7 مليار دولار أميركي
- توفر محطات براكة آلاف الوظائف المجزية
- تحفز نمو الصناعات المحلية

- تعتبر منصة للابتكار في مسيرة التحول نحو مصادر الطاقة الصديقة للبيئة، بما في ذلك تطوير نماذج المفاعلات المصغر، ومفاعلات الجيل التالي، وتمهد الطريق لتطوير أنواع جديدة من الوقود الخالي من الانبعاثات الكربونية.

- اجتذاب الاستثمارات الاستراتيجية بسبب توفيرها الكهرباء الوفيرة والصديقة للبيئة على مدار الساعة